# بول راند
پول راند (بالإنجليزية: Paul Rand)‏ (اسمه عند الولادة بيريز روزنباوم) (1914 - 1996 م) ، هو مصمم تواصل بصري (مصمم جرافيك) أمريكي. اشتهر بتصميمه الشعارات التجارية لكبرى الشركات بما في ذلك آي بي إم، يو پي إس، انرون، ويستنغهاوس، أي بي سي، وستيف جوبز نيكست. يعد من منشئي النمط السويسري في فن تصميم التواصل البصري.
تلقى راند تعليمه في معهد برات (1929-1932)، بارسونز المدرسة الجديدة للتصميم (1932-1933)، واتحاد طلاب الفنون (1933-1934). من 1956 إلى 1969، ومرة أخرى في بداية عام 1974، درس راند التصميم في جامعة يال في نيو هافن بولاية كونيكتيكت. دخل راند في قاعة الشهرة التابعة لنادي المدراء الفنيون في نيويورك عام 1972. توفي راند بمرض السرطان في عام 1996 ودفن في مقبرة بيت ايل.

## روابط خارجية
- بول راند على موقع الموسوعة البريطانية (الإنجليزية)